# Кистыш
Кистыш — село в Суздальском районе Владимирской области России, входит в состав Селецкого сельского поселения.

## География
Село расположено на берегу речки Кестра (бассейн Клязьмы) близ границы с Ивановской областью в 13 км на северо-запад от райцентра города Суздаль.

## История
В «Разъезжей грамоте 1521 года» село упоминается как великокняжеская вотчина. Существующая церковь построена в 1793 году тщанием прихожан, зданием каменная, с таковою же колокольнею. Престолов в ней три: в настоящей, холодной – во имя святого Василия Великого и придел – во имя святого пророка Илии, в тёплой трапезе – во имя святого благоверного великого князя Александра Невского.
Согласно писцовой книге Межевой канцелярии 1683 г., село состояло в разных долях жеребьев стольника Афанасия Павлова Баборыкина (1641-1696) и окольничего Ивана Фёдорова Бутурлина (ум. 1688).
В начале 18 в. владение было назначено в вотчину стольника Степана Фёдоровича Павлова, затем перешло его старшему сыну Михаилу, в конце 1750-х досталось младшему сыну Даниилу, коллежскому асессору, который уступил малую часть поместья бригадиру Дмитрию Ивановичу Соймонову.
В 1769 году имение купил генерал-аншеф Василий Иванович Суворов, уже после своего возвращения с должности генерал-губернатора Пруссии. Его знаменитый сын, Александр Васильевич Суворов, предпринимал усилия по расширению имения, приобретя несколько земельных владений неподалёку. Село Кистыш в XVIII-XIX вв. относилось к Менчаковской волости Суздальского уезда.
Поместье было отписано в приданое дочери генералиссимуса – Н.А. Зубовой (Суворовой). После смерти Натальи Александровны в 1844 г. владельцем стал её сын граф В.Н. Зубов, в 1857 г. имение перешло к сестре последнего Л.Н. Зубовой, в замужестве Леонтьевой (1802 – 1894), внучке полководца. Позднее, в начале 1860-х, село было причислено в казённое ведомство.
В 1678 году в Кистыше Вторая генеральная подворная перепись отметила 13 дворов, в них 65 душ мужского пола.
В 1896 году в селе числилось 149 дворов, 342 души мужского пола и 411 женского.
В конце XIX—начале XX века село входило в состав Янёвской волости Суздальского уезда.
С 1929 года село являлось центром Кистышевского сельсовета Суздальского района, с 1965 года — в составе Романовского сельсовета.

## Население
| 1859 | 1897 | 1926 |
| ---- | ---- | ---- |
| 582  | 700  | 935  |

| 1859 | 1897 | 1905 | 1926 | 2002 | 2010 | 2021 |
| ---- | ---- | ---- | ---- | ---- | ---- | ---- |
| 582  | ↗700 | ↗730 | ↗935 | ↘64  | ↘50  | ↘31  |

## Достопримечательности
1. Действующая Церковь Василия Великого (1793)[2].  настоятель Храма иерей Алексей Чесноков.
2. Памятник великому русскому полководцу Александру Суворову установлен на территории его родового имения в селе Кистыш Владимирской области. Монумент изготовлен Российским военно-историческим обществом в рамках реализации нацпроекта «Культура» (2020).